# We (Kana)
ゑ in Hiragana oder ヱ in Katakana sind japanische Zeichen des Kana-Systems, die beide jeweils eine Mora repräsentieren. In der modernen japanischen alphabetischen Sortierung stehen sie an 46. Stelle. Die Form beider Kana ist vom Kanji 恵 abgeleitet und beide stellen [ɰᵝe] dar.
| Form                                  | Rōmaji     | Hiragana       | Katakana       |
| ------------------------------------- | ---------- | -------------- | -------------- |
| Normal s- (さ行 sa-gyō)               | we         | ゑ             | ヱ             |
| Normal s- (さ行 sa-gyō)               | wei wee wē | ゑい ゑえ ゑー | ヱイ ヱエ ヱー |
| Zusätzliches Dakuten z- (ざ行 za-gyō) | ve         | ゑ゙             | ヹ             |
| Zusätzliches Dakuten z- (ざ行 za-gyō) | vei vee vē | ゑ゙い ゑ゙え ゑ゙ー | ヹイ ヹエ ヹー |

## Varianten
Die Kana können mit den Dakuten zu ゑ゙ in Hiragana, ヹ in Katakana und damit ve im Hepburn-System erweitert werden.

## Strichfolge

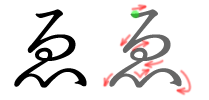
Strichfolge für ゑ

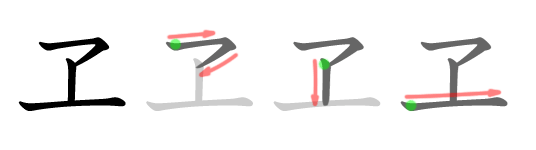
Strichfolge für ヱ

## Weitere Darstellungsformen
- In japanischer Brailleschrift:

- Der Wabun-Code ist ・－－・・.
- In der japanischen Buchstabiertafel wird es als „かぎのあるヱ“ (Kagi no aru We) buchstabiert.